# John Langshaw Austin
John Langshaw Austin (n. 28 martie 1911 – d. 8 februarie 1960) a fost un filosof al limbajului, ce a contribuit esențial la nașterea domeniului și a absolvit Balliol College, Oxford.
După ce a servit în MI6 (Contraspionajul britanic) în timpul Celui de-Al Doilea Război Mondial, Austin a devenit White`s Profesor de filozofie și etică al Universității Oxford.
Ocupă un loc extrem de important în filozofia engleză a limbajului, alături de Ludwig Wittgenstein pentru modul în care a examinat felul în care cuvintele sunt utilizate (use) pentru a elucida sensul (meaning) .

## Opera filosofică
Deși a fost admirat și apreciat ca profesor de filosofie, a publicat puțin în timpul vieții. Studenții au fost cei care i-au adunat lucrările și cursurile în cărți publicate postum, precum „Philosophical Papers“ (1961) și „Sense and Sensibilia“ (1962).
În lucrarea sa „A Plea for Excuses“ (1956), Austin ilustrează metoda sa de abordare a problemelor filosofice, pornind de la analiza subtilităților limbajului comun.
Lucrarea sa majoră, „How to Do Things with Words“ (1961), prezintă concepția sa despre limbaj. Comunicarea lingvistică este concepută ca un act complex („speech act“), în care apar prezentate pentru prima oară cele trei aspecte diferite ale limbajului: locuționar, ilocuționar și perlocuționar.
Teoria sa va fi continuată de urmașul său, profesorul american John R. Searle.

## The Meaning of a Word
Lucrarea sa The Meaning of a Word ( Sensul unui cuvânt) e o polemică împotriva curentelor filozofice care încercau să "înțepe" cu un ac de insectar sensul (the meaning); pentru că nu există un asemenea sens unic, univoc. Austin ne avertizează să avem grijă în momentele când scoatem cuvintele din contextele lor uzuale, sau cum acest fapt poate deschide un nou drum filozofic.

## A Plea For Excuses
În A Plea For Excuses (O pledoarie pentru scuze) Austin își demonstrează metoda sa filozofică cu ajutorul unor exemple. El propune niște unelte filozofice foarte curioase. Spre exemplu, propune cititorilor un fel de joc cu cuvintele pentru a putea înțelege un concept cheie al teorie sale. Jocul presupune utilizarea unui dicționar și găsirea unei mulțimi de termeni legați de acel concept cheie, și apoi căutarea fiecărui sens al fiecărui cuvânt în parte. Se repetă același procedeu până lista de cuvinte începe să se repete, formând un cerc închis de cuvinte, aflate în relație cu conceptul cheie.

## How to Do Things With Words- (Cum să faci lucruri cu vorbe)
How to Do Things With Words este probabil lucrarea sa cea mai influentă . Austin scoate în evidență faptul că filozofii limbajului acordă cea mai mare atenție propozițiilor care afirmă un fapt, dar subliniază că acestea alcătuiesc doar o mică parte a sarcinilor care pot fi realizate când cineva spune ceva.
Într-adevăr există o serie importantă de iterații pe care Austin le-a denumit performative – ele țin de logica deontică, nu afirmă o proprietate ci produc realizarea unei acțiuni ce reprezintă acte de vorbire (speech act).
Spre exemplu, când cineva spune: "I name this ship the Queen Elizabeth" ("Numesc acest vas cu numele Queen Elizabeth"); nu înseamnă nimic altceva decât faptul că îi dai un nume nou. Exemplul demonstrează că anumite propoziții sunt folosite altfel decât pentru a descrie sau a afirma că cineva face ceva, ci chiar pentru a face un anumit lucru.

### Exemplificare
George se întoarce, spre exemplu, spre Maria și o întreabă: "Este cămașa lui Mihai roșie?", la care Maria răspunde: "Da". Întâi, George a produs o serie de mișcări ale corpului care au condus la producerea unui sunet. Austin numește acest lucru un act fonetic iar produsul său o numește fonă.
Propoziția lui George trebuie să se conformeze regulilor gramaticale ale limbii române, pentru că George vorbește limba română și vrea să se facă înțeles în această limbă. Austin denumește asta un act fatic, iar mesajele de acest tip se numesc feme. George se referea, de asemenea, la culoarea cămășii lui Jef și folosește conceptul de culoare roșie.
Dacă utilizezi o femă cu un sens mai mult sau mai putin definit înseamnă de fapt să produci o remă, și să produci un act retic.

### Locuție, ilocuție, perlocuție
Remele sunt subclase ale femelor care sunt subclase ale fonelor. Cineva nu poate produce o remă dacă nu a produs întâi o femă și o fonă. Producerea tuturor acestor trei pași este de fapt realizarea unei locuții; reprezintă chiar actul de a spune ceva.
George a performat un act de locuție, dar a mai făcut alte două lucruri. A pus o întrebare și a solicitat un răspuns de la Mayuma. Punerea unei întrebări reprezintă ceea ce Austin numește un act ilocuționar , producerea unei ilocuții. Alte exemple ar fi: a face o aserțiune, a da un ordin, a promite ceva.
Un act ilocuționar înseamnă a folosi o locuție cu o anumită forță. E un act "în" care spui ceva, nu actul "de" a spune ceva. ("It is an act performed in saying something, as contrasted with a locution, the act of saying something").
A solicita un răspuns e ceea ce Austin numește un act perlocuționar, un act realizat "prin" a spune ceva (an act "performed by saying something"). Dacă cineva reușește o perlocuție, trebuie să treacă întâi prin fazele intermediare ale ilocuției și locuției.
Teoria actelor de vorbire (speech acts) se ocupă mai ales de cele trei procese, de locuție, illocuție și perlocuție, decât de fone, feme și reme.

## Originalitatea gândirii sale
Austin se diferențiază prin concepția sa despre limbaj de curentul filosofilor de la Cambridge (mai ales, de orientarea lui Bertrand Russell). Aceștia abordau limbajul pornind de la logică și erau obsedați de ideea utopică a unei limbi ideale. Prin comparație, meritul lui Austin constă tocmai în analiza limbajului curent, al conversației curente. Este unul dintre fondatorii unei noi științe lingvistice, pragmatica.
Moartea prematură a lui Austin, survenită în 1960, reprezintă o mare pierdere pentru filosofia limbajului.

## Opere filozofice și traduceri
- Sense and sensibilia. 1959. Oxford: Oxford UP, 1964.
- Otras mentes. In Austin, Ensayos filosóficos. Madrid: Revista de Occidente, 1975. 87-117.
- Performative Utterances In Austin, Philosophical Papers. Ed. J. O. Urmson and G. J. Warnock. Oxford, 1961.
- "A Plea for Excuses". In Austin, Philosophical Papers. Ed. J. O. Urmson and G. J. Warnock. Oxford, 1961.
- Un alegato en pro de las excusas. In Austin, Ensayos filosóficos. Madrid: Revista de Occidente, 1975. 169-92.
- Philosophical Papers. Ed. J. O. Urmson and G. J. Warnock. Oxford: Oxford UP, 1961. 1979.
- Ensayos filosóficos. Madrid: Revista de Occidente, 1975.
- How to Do Things with Words. Ed. J. O. Urmson. Oxford: Clarendon, 1962.
- How to Do Things with Words. Cambridge (MA): Harvard UP, 1962.
- How to Do Things with Words. Ed. J. O. Urmson. New York: Oxford UP, 1965.
- How to Do Things with Words. 2nd ed. Ed. J. O. Urmson and M. Sbisà. Oxford: Oxford UP, 1975.
- How to Do Things with Words. Oxford: Oxford UP, 1980.
- From How to Do Things with Words. In Critical Theory since 1965. Ed.. Hazard Adams and Leroy Searle. Tallahassee: UPs of Florida / Florida State UP, 1986. 1990. 833-39.
- How to Do Things with Words. In The Discourse Reader. Ed. Adam Jaworski and Nikolas Coupland. London: Routledge, 1999. 63-75.
- How to Do Things with Words. In Literary Theory: An Anthology. Ed. Julie Rivkin and Michael Ryan. 2nd ed. Oxford: Blackwell, 2004.
- Palabras y acciones: Cómo hacer cosas con palabras. Buenos Aires: Paidós, 1971.
- Cómo hacer cosas con palabras.: Palabras y acciones. Barcelona: Paidós, 1982.
- Performative-Constative. In The Philosophy of Language. Ed. John R. Searle. Oxford: Oxford UP, 1971. 13-22.
- Performativo-Constativo. In Gli atti linguistici. Aspetti e problemi di filosofia del linguagio. Milano: Feltrinelli, 1978. 49-60.

## Versiuni in limba română
- Cum sa faci lucruri cu vorbe, Ed. Paralela 45, 2004